# Българско училище „Св. св. Кирил и Методий“ (Хага)
Българското училище „Св. св. Кирил и Методий“ (на нидерландски: De Bulgaarse school „St. Cyrilles & St. Methodius“) е училище на българската общност в град Хага, Нидерландия. Създадено е през 2006 г. Към учебната 2023 – 2024 г. в училището учат 158 деца. Директор на училището е Радостина Шаренкова.

## История
Създадено е през 2006 г. в град Лайден, като е основано по идея и с подкрепата на родолюбиви родители. То става първото българско училище в Нидерландия. Започва изцяло като доброволческа организация на родители, които имат желание децата им да учат на български език и да поддържат българщината. Част от родителите преподават без заплащане по български език и история. Един от родителите предоставя офиса в който работи, докато е празен в събота и неделя. По-късно помещението става тясно за да събира децата и се налага да наемат учебни стаи от училище в града, това се случва през учебната 2011 – 2012 г., когато училището кандидатства за финансиране по държавната програма на България „Роден език и култура“, с цел да бъде признато официално като неделно училище в Нидерландия. Създадено е сдружение, което се регистрира според нидерландското законодателство като такова с идеална цел, под името „Училище Св. св. Кирил и Методий“, а целта му е да управлява обучителния процес. Веднага след това започва и търсенето на професионални учители, наемани с трудови договори по нидерландското законодателство. Появява се и директор, който управлява школото заедно с Управителен съвет, в който влизат част от родителите на учениците.
През септември 2018 г., всяка събота, децата започват учат в Хага, използвайки сградата на местно училище. През 2023 г. училището официално открива учебната година на нов адрес в Хага.